# Jeg elsker dig (film fra 1957)
 For alternative betydninger, se Jeg elsker dig. (Se også artikler, som begynder med Jeg elsker dig)
Jeg elsker dig er en dansk film fra 1957 med manuskript af H.C. Branner og instrueret af Torben Anton Svendsen.

## Medvirkende
- Annie Birgit Garde
- Frits Helmuth
- Karin Nellemose
- Ebbe Rode
- Berthe Qvistgaard
- Poul Reichhardt
- Clara Pontoppidan
- Else Marie Hansen
- Clara Østø
- Poul Müller
- Paul Hagen
- Carl Ottosen